# Далмаций
 Тази статия е за цезаря (335-337).  За цензорa Флавий Далмаций, баща на цезаря, вижте Флавий Далмаций.  
Флавий Далмаций († 337), познат още като Далмаций Цезар, е цезар (335 – 337) на Римската империя и член на Константиновата династия.

## Биография
Далмаций е син на друг Флавий Далмаций, цензор, и племенник на Константин I.
Далмаций и неговият брат Ханибалиан получават образованието си в Толоса (Тулуза) от ретора Екзуперий. На 19 септември 335 той е повишен в ранг цезар, с което поема контрола над Тракия, Ахея и Македония.
Далмаций умира в късното лято на 337, убит от собствените си войници. Възможно е смъртта му да е свързана с чистката, която е проведена в имперското семейство след смъртта на Константин и организирана от Констанций II с цел да бъде премахнат всеки възможен претендент за престола.